# Gheorghiță Ștefan
Gheorghiță Ștefan (ur. 17 stycznia 1986) – rumuński zapaśnik walczący w stylu wolnym. Brązowy medalista olimpijski z Pekinu 2008 w kategorii 74 kg, po dyskwalifikacji Sosłana Tigijewa.
Piąty na mistrzostwach świata w 2007. Trzykrotny brązowy medalista mistrzostw Europy, w 2010, 2011 i 2012. Mistrz Uniwersjady w 2013, jako zawodnik West University w Timișoarze. Dwudziesty na igrzyskach europejskich w 2015. Drugi na Światowych Igrzyskach Sportów Walki w 2013. Wicemistrz Europy juniorów w 2006 roku.
- Turniej w Pekinie 2008

Pokonał Greka Emzariosa Bendinidisa, a przegrał z Białorusinem Muradem Hajdarau i Sosłanem Tigijewem z Uzbekistanu.